# 微紅扁指鰧
微紅扁指鰧（學名：Platygillellus rubellulus），為輻鰭魚綱䲁形目指鰧科扁指鰧屬的一個種，被IUCN列為易危保育類動物，分布於東太平洋加拉巴哥群島海域，深度0至20公尺，本魚體細長，扁平，向尾部逐漸變細，頭粗壯，吻部寬圓，眼不在柄上，有乳突，上下唇有皮瓣，下唇有14個皮瓣，比上唇的多，管狀鼻孔，背鰭起源於頸背，背鰭硬棘17-19枚、背鰭軟條16-18枚、臀鰭硬棘2枚、臀鰭軟條28枚，胸鰭條13-15枚，尾鰭有一些分支的鰭條，側線連續，在最後一節背棘下方向下彎曲，胸鰭基部有鱗片，腹部沿中線具一窄帶狀鱗片，側線鱗片43枚，體白色，側邊有4-5條黑色橫帶，下側有縱行銀白色斑點，鰓蓋後方有一條強而寬的白色橫帶，橫帶之間有相對較窄的白色空隙，體長可達6.2公分，棲息在有沙底質海域，以無脊椎動物為食，生活習性不明。